# Mineiro (Akzent)

Die drei Akzente im Minas Gerais.

Mineiro ist die brasilianisch-portugiesische Bezeichnung für den charakteristischen Akzent, der im Herzen des brasilianischen Bundesstaates Minas Gerais gesprochen wird.

## Etymologie
Der Begriff ist auch das Demonym von Minas Gerais.

## Geschichte der Studie
Dieser Dialekt ist für Menschen außerhalb der Region, in der er gesprochen wird, aufgrund der starken Assimilation und Elision oft schwer zu verstehen. Die erste wissenschaftliche Studie des Dialekts war das Esboço de um Atlas Linguístico de Minas Gerais (EALMG), Projekt eines Sprachatlas für Minas Gerais. Die Arbeiten wurden 1977 von der Bundesuniversität Juiz de Fora durchgeführt.

## Demographie
Es wird in seiner Hauptstadt Belo Horizonte und seinen historischen Städten gesprochen: Ouro Preto (Hauptstadt 1720–1897), Mariana (erste Stadt), Santa Bárbara, Sabará, Diamantina, Tiradentes, São João del-Rei, Congonhas, Caeté, Itabira, Serro usw.
Zehn Millionen Menschen, etwa die Hälfte der Bevölkerung des Staates, sprechen es.

### Geographie
Der Akzent wird am häufigsten in vier großen Regionen von Minas Gerais gesprochen:
- Region Belo Horizonte;
- Region Barbacena;
- Region Ipatinga;
- Region Juiz de Fora.

#### Bevölkerungsreichste Städte, die Mineiro sprechen (>50 000 Einwohner).
- Mehr als 700 000: Belo Horizonte (2 530 701).
- Zwischen 600 000 und 700 000: Contagem.
- Zwischen 500 000 und 600 000: Juiz de Fora.
- Zwischen 400 000 und 500 000: Betim.
- Zwischen 300 000 und 400 000: Ribeirão das Neves.
- Zwischen 250 000 und 300 000: Ipatinga.
- Zwischen 200 000 und 250 000: Sete Lagoas, Santa Luzia.
- Zwischen 150 000 und 200 000: Ibirité.
- Zwischen 100 000 und 150 000: Barbacena, Sabará, Vespasiano, Conselheiro Lafaiete, Itabira, Ubá, Coronel Fabriciano, Muriaé.
- Zwischen 75 000 und 100 000: Nova Lima, Caratinga, Manhuaçu, Timóteo, São João del-Rei, Curvelo, João Monlevade, Viçosa, Cataguases.
- Zwischen 50 000 und 75 000: Ouro Preto, Esmeraldas, Lagoa Santa, Pedro Leopoldo, Mariana, Ponte Nova, Congonhas, Leopoldina, Itabirito.

## Akzeptanz in Brasilien
Im Jahr 2023 wurde Mineiro in einer Umfrage einer Sprachlern-App zum charmantesten Dialekt Brasiliens gewählt.
Der prestigeträchtige Soziolekt von Belo Horizonte ist der Dialekt, der dem brasilianischen Standardportugiesisch am nächsten kommt. Dieser Dialekt wird sotaque neutro genannt.